# Sportverein Wacker Burghausen 2004-2005
Questa voce raccoglie le informazioni riguardanti lo Sportverein Wacker Burghausen nelle competizioni ufficiali della stagione 2004-2005.

## Stagione
Nella stagione 2004-2005 il Wacker Burghausen, allenato da Markus Schupp, concluse il campionato di 2. Bundesliga al 9º posto. In Coppa di Germania il Wacker Burghausen fu eliminato al primo turno dall'Eintracht Braunschweig.

## Rosa
| N. |                     | Ruolo | Calciatore                  |
| -- | ------------------- | ----- | --------------------------- |
| 1  | Germania (bandiera) | P     | Philipp Heerwagen           |
| 2  | Germania (bandiera) | C     | Carsten Sträßer             |
| 3  | Germania (bandiera) | D     | Norman Loose                |
| 4  | Germania (bandiera) | D     | Ralf Bucher                 |
| 5  | Germania (bandiera) | C     | Matthias Zimmermann         |
| 6  | Germania (bandiera) | C     | Matthias Lust               |
| 7  | Francia (bandiera)  | D     | Bruno Custos                |
| 8  | Turchia (bandiera)  | C     | Barbaros Barut              |
| 9  | Germania (bandiera) | A     | Marcel von Walsleben-Schied |
| 10 | Spagna (bandiera)   | C     | Francisco Copado            |
| 11 | Germania (bandiera) | A     | Silvio Adzic                |
| 12 | Slovenia (bandiera) | P     | Ermin Hasič                 |
| 13 | Turchia (bandiera)  | D     | Necat Aygün                 |
| 14 | Austria (bandiera)  | D     | Mario Stieglmair            |
| 16 | Nigeria (bandiera)  | D     | Darlington Omodiagbe        |

| N. |                     | Ruolo | Calciatore         |
| -- | ------------------- | ----- | ------------------ |
| 17 | Serbia (bandiera)   | C     | Miroslav Stević    |
| 18 | Italia (bandiera)   | A     | Angelo Vaccaro     |
| 19 | Ghana (bandiera)    | C     | Charles Akonnor    |
| 20 | Germania (bandiera) | C     | Thomas Sobotzik    |
| 21 | Slovenia (bandiera) | C     | Goran Šukalo       |
| 22 | Germania (bandiera) | D     | Ivica Majstorović  |
| 23 | Germania (bandiera) | D     | Dominik Haas       |
| 24 | Germania (bandiera) | A     | Robert Lechleiter  |
| 24 | Germania (bandiera) | C     | Oliver Rösgen      |
| 25 | Germania (bandiera) | P     | Marcus Stolzenberg |
| 26 | Brasile (bandiera)  | C     | Elton da Costa     |
| 27 | Turchia (bandiera)  | A     | İbrahim Aydemir    |
| 28 | Slovenia (bandiera) | C     | Rajko Tavčar       |
| 35 | Germania (bandiera) | P     | Stefan Brasas      |

## Organigramma societario
Area tecnica
- Allenatore: Markus Schupp
- Allenatore in seconda: Karl-Heinz Emig, Wolfgang Riedl
- Preparatore dei portieri: Karl-Heinz Fenk
- Preparatori atletici:

## Calciomercato

### Sessione estiva
| Acquisti | Acquisti        | Acquisti          | Acquisti |
| R.       | Nome            | da                | Modalità |
| -------- | --------------- | ----------------- | -------- |
| P        | Jens Kern       | Kaiserslautern II |          |
| A        | Marek Krejčí    | Petržalka         |          |
| C        | Denny Herzig    | Blackpool         |          |
| D        | Nico Herzig     | Wimbledon FC      |          |
| A        | Rafael Kazior   | Duisburg          |          |
| C        | Marek Kostoláni | Nitra             |          |
| A        | Veselin Popović | Schweinfurt 05    |          |
| D        | Hrvoje Vuković  | Hajduk Spalato    |          |

| Cessioni | Cessioni             | Cessioni           | Cessioni |
| R.       | Nome                 | da                 | Modalità |
| -------- | -------------------- | ------------------ | -------- |
| D        | Franz Berger         | USK Maximarkt Anif |          |
| D        | Stefan Frühbeis      | Monaco 1860        |          |
| C        | Stefan Jarosch       | Jahn Ratisbona     |          |
| A        | Yunus Karayün        | Wörgl              |          |
| D        | Slobodan Komljenović | Monaco 1860        |          |
| C        | Youssef Mokhtari     | Energie Cottbus    |          |
| A        | Maheta Molango       | Brighton           |          |
| D        | Matthias Örüm        | Hoffenheim         |          |

### Sessione invernale
| Acquisti | Acquisti        | Acquisti       | Acquisti |
| R.       | Nome            | da             | Modalità |
| -------- | --------------- | -------------- | -------- |
| C        | Oliver Fink     | Jahn Ratisbona |          |
| D        | Robert Paul     | Werder Brema   |          |
| D        | Thomas Drescher | Kaiserslautern |          |

| Cessioni | Cessioni | Cessioni | Cessioni |
| R.       | Nome     | da       | Modalità |
| -------- | -------- | -------- | -------- |

## Risultati

### 2. Bundesliga

#### Girone di andata
| Arbitro: | Wagner |

|                |           |             |
| Masmanidis 66’ | Marcatori | 90’ Popović |

| Arbitro: | Koop |

|                                                  |           |                |
| Schmidt 2’, 66’ Reisinger 38’ Younga-Mouhani 61’ | Marcatori | 3’, 65’ Scherz |

| Arbitro: | Rafati |

|            |           |                    |
| Oswald 90’ | Marcatori | 31’ Younga-Mouhani |

| Arbitro: | Anklam |

|                    |           |                       |
| Schmidt 44’ (rig.) | Marcatori | 53’ Benčík 67’ Caruso |

| Arbitro: | Henschel |

|                   |           |                                |
| Herzig 38’ (aut.) | Marcatori | 76’ Schmidt 80’ Younga-Mouhani |

| Arbitro: | Lupp |

|                               |           |                                 |
| Kazior 15’ Reisinger 35’, 51’ | Marcatori | 44’ (aut.) Schmidt 90’ Teixeira |

| Arbitro: | Meyer |

|                              |           |                                                   |
| Kolomazník 29’ Krontiris 60’ | Marcatori | 28’ Kazior 80’ Krejčí 84’ Bonimeier 90’ Reisinger |

| Arbitro: | Gagelmann |

|  |           |            |
|  | Marcatori | 22’ Rösler |

| Arbitro: | Weiner |

|             |           |                               |
| N'Diaye 43’ | Marcatori | 64’, 89’ Reisinger 80’ Krejčí |

| Arbitro: | Keßler |

|                              |           |  |
| Younga-Mouhani 3’ Herzig 56’ | Marcatori |  |

| Arbitro: | Frank |

|                    |           |  |
| Kos 60’ Helbig 89’ | Marcatori |  |

| Burghausen 5 novembre 2004, ore 19:00 CET 12ª giornata | Wacker Burghausen | 0 – 0 referto | Eintracht Treviri | Wacker-Arena (4 400 spett.)\| Arbitro: \| Schößling \| |
| Arbitro:                                               | Schößling         |               |                   |                                                        |

| Arbitro: | Dingert |

|                    |           |  |
| Vuković 83’ (aut.) | Marcatori |  |

| Burghausen 21 novembre 2004, ore 15:00 CET 14ª giornata | Wacker Burghausen | 0 – 0 referto | Duisburg | Wacker-Arena (4 300 spett.)\| Arbitro: \| Scheppe \| |
| Arbitro:                                                | Scheppe           |               |          |                                                      |

| Arbitro: | Fandel |

|  |           |                           |
|  | Marcatori | 74’ Schmidt 89’ Reisinger |

| Arbitro: | Kemmling |

|                                        |           |             |
| Meijer 20’ Forkel 79’ (aut.) Gómez 90’ | Marcatori | 67’ Vuković |

| Arbitro: | Weiner |

|  |           |                           |
|  | Marcatori | 35’, 67’ van Lent 81’ Cha |

#### Girone di ritorno
| Arbitro: | Fröhlich |

|             |           |              |
| Schmidt 26’ | Marcatori | 71’ Eggimann |

| Arbitro: | Rafati |

|                                                                                   |           |               |
| Podolski 3’, 37’ Ebbers 12’ Kōnstantinidīs 28’ Voigt 46’ Scherz 65’, 88’ Lell 82’ | Marcatori | 81’ Reisinger |

| Arbitro: | Meyer |

|                                  |           |               |
| Reisinger 18’ Schmidt 48’ (rig.) | Marcatori | 51’ Brinkmann |

| Arbitro: | Walz |

|                                |           |                                                |
| Reuter 20’ Thiebaut 88’ (rig.) | Marcatori | 53’ Drescher 54’ Krejčí 70’ Reisinger 89’ Fink |

| Arbitro: | Welz |

|                            |           |                      |
| Drescher 71’ Reisinger 75’ | Marcatori | 13’, 56’ Haeldermans |

| Arbitro: | Henschel |

|            |           |                           |
| Ristau 36’ | Marcatori | 51’ Reisinger 55’ Vuković |

| Arbitro: | Kemmling |

|  |           |                                         |
|  | Marcatori | 11’ Kolomazník 58’ Agostino 82’ Schäfer |

| Arbitro: | Anklam |

|               |           |             |
| Burkhardt 90’ | Marcatori | 86’ Geißler |

| Arbitro: | Schößling |

|             |           |  |
| Schmidt 87’ | Marcatori |  |

| Arbitro: | Pickel |

|  |           |            |
|  | Marcatori | 30’ Krejčí |

| Arbitro: | Seemann |

|                           |           |                          |
| Reisinger 21’ Geißler 41’ | Marcatori | 12’ Juskowiak 61’ Helbig |

| Arbitro: | Winkmann |

|  |           |                           |
|  | Marcatori | 21’ Reisinger 74’ Geißler |

| Arbitro: | Kempter |

|  |           |                          |
|  | Marcatori | 69’ David 78’ Hebestreit |

| Arbitro: | Schriever |

|                                         |           |                                    |
| Lottner 16’ Ahanfouf 70’, 74’ Kurth 86’ | Marcatori | 8’ Drescher 37’ Fink 41’ Reisinger |

| Burghausen 8 maggio 2005, ore 15:00 CEST 32ª giornata | Wacker Burghausen | 0 – 0 referto | Energie Cottbus | Wacker-Arena (3 617 spett.)\| Arbitro: \| Grudzinski \| |
| Arbitro:                                              | Grudzinski        |               |                 |                                                         |

| Arbitro: | Seemann |

|                               |           |                                  |
| Krejčí 59’ Younga-Mouhani 67’ | Marcatori | 40’ Sichone 56’ Stehle 90’ Bruns |

| Arbitro: | Merk |

|                                  |           |  |
| Köhler 17’ Meier 66’ Beierle 90’ | Marcatori |  |

### Coppa di Germania
| Arbitro: | Kinhöfer |

|           |           |  |
| Kuru 109’ | Marcatori |  |

## Statistiche

### Statistiche di squadra
| Competizione      | Punti | In casa | In casa | In casa | In casa | In casa | In casa | In trasferta | In trasferta | In trasferta | In trasferta | In trasferta | In trasferta | Totale | Totale | Totale | Totale | Totale | Totale | DR |
| Competizione      | Punti | G       | V       | N       | P       | Gf      | Gs      | G            | V            | N            | P            | Gf           | Gs           | G      | V      | N      | P      | Gf     | Gs     | DR |
| ----------------- | ----- | ------- | ------- | ------- | ------- | ------- | ------- | ------------ | ------------ | ------------ | ------------ | ------------ | ------------ | ------ | ------ | ------ | ------ | ------ | ------ | -- |
| 2. Bundesliga     | 48    | 17      | 5       | 6       | 6       | 20      | 24      | 17           | 8            | 3            | 6            | 28           | 31           | 34     | 13     | 9      | 12     | 48     | 55     | -7 |
| Coppa di Germania | -     | 0       | 0       | 0       | 0       | 0       | 0       | 1            | 0            | 0            | 1            | 0            | 1            | 1      | 0      | 0      | 1      | 0      | 1      | -1 |
| Totale            | 48    | 17      | 5       | 6       | 6       | 20      | 24      | 18           | 8            | 3            | 7            | 28           | 32           | 35     | 13     | 9      | 13     | 48     | 56     | -8 |

### Andamento in campionato
| Giornata  | 1 | 2 | 3 | 4 | 5 | 6 | 7 | 8 | 9 | 10 | 11 | 12 | 13 | 14 | 15 | 16 | 17 | 18 | 19 | 20 | 21 | 22 | 23 | 24 | 25 | 26 | 27 | 28 | 29 | 30 | 31 | 32 | 33 | 34 |
| --------- | - | - | - | - | - | - | - | - | - | -- | -- | -- | -- | -- | -- | -- | -- | -- | -- | -- | -- | -- | -- | -- | -- | -- | -- | -- | -- | -- | -- | -- | -- | -- |
| Luogo     | T | C | T | C | T | C | T | C | C | T  | C  | T  | C  | T  | T  | C  | C  | T  | C  | T  | C  | T  | C  | C  | T  | T  | C  | T  | C  | T  | T  | C  | C  | T  |
| Risultato | N | V | N | P | V | V | V | P | V | P  | N  | P  | N  | V  | P  | P  | N  | P  | V  | V  | N  | V  | P  | V  | V  | N  | N  | V  | P  | V  | P  | N  | P  | P  |
| Posizione | 7 | 3 | 5 | 9 | 5 | 4 | 2 | 5 | 4 | 3  | 5  | 5  | 5  | 5  | 5  | 5  | 6  | 7  | 8  | 7  | 5  | 8  | 7  | 7  | 8  | 8  | 8  | 8  | 6  | 8  | 8  | 7  | 8  | 9  |

Legenda:

Luogo: C = Casa; T = Trasferta. Risultato: V = Vittoria; N = Pareggio; P = Sconfitta.

### Statistiche dei giocatori
| Giocatore         | 2. Bundesliga | 2. Bundesliga | 2. Bundesliga | 2. Bundesliga | Coppa di Germania | Coppa di Germania | Coppa di Germania | Coppa di Germania | Totale   | Totale | Totale      | Totale     |
| Giocatore         | Presenze      | Reti          | Ammonizioni   | Espulsioni    | Presenze          | Reti              | Ammonizioni       | Espulsioni        | Presenze | Reti   | Ammonizioni | Espulsioni |
| ----------------- | ------------- | ------------- | ------------- | ------------- | ----------------- | ----------------- | ----------------- | ----------------- | -------- | ------ | ----------- | ---------- |
| R. Bonimeier      | 16            | 1             | 3             | 0             | 0                 | 0                 | 0                 | 0                 | 16       | 1      | 3           | 0          |
| T. Drescher       | 18            | 3             | 2             | 0             | 0                 | 0                 | 0                 | 0                 | 18       | 3      | 2           | 0          |
| E. Everaldo       | 12            | 0             | 2             | 0             | 1                 | 0                 | 0                 | 0                 | 13       | 0      | 2           | 0          |
| O. Fink           | 18            | 2             | 2             | 0             | 0                 | 0                 | 0                 | 0                 | 18       | 2      | 2           | 0          |
| M. Forkel         | 23            | 0             | 2             | 0             | 1                 | 0                 | 0                 | 0                 | 24       | 0      | 2           | 0          |
| T. Geißler        | 25            | 3             | 5             | 1             | 1                 | 0                 | 0                 | 0                 | 26       | 3      | 5           | 1          |
| U. Gospodarek     | 34            | 0             | 1             | 0             | 1                 | 0                 | 0                 | 0                 | 35       | 0      | 1           | 0          |
| B. Hertl          | 28            | 0             | 6             | 1             | 1                 | 0                 | 1                 | 0                 | 29       | 0      | 7           | 1          |
| D. Herzig         | 3             | 0             | 0             | 0             | 0                 | 0                 | 0                 | 0                 | 3        | 0      | 0           | 0          |
| N. Herzig         | 28            | 1             | 7             | 0             | 1                 | 0                 | 0                 | 0                 | 29       | 1      | 7           | 0          |
| J. Junior         | 2             | 0             | 0             | 0             | 0                 | 0                 | 0                 | 0                 | 2        | 0      | 0           | 0          |
| R. Kazior         | 29            | 2             | 8             | 0             | 0                 | 0                 | 0                 | 0                 | 29       | 2      | 8           | 0          |
| J. Kern           | 1             | 0             | 0             | 0             | 0                 | 0                 | 0                 | 0                 | 1        | 0      | 0           | 0          |
| M. Kostoláni      | 5             | 0             | 0             | 0             | 0                 | 0                 | 0                 | 0                 | 5        | 0      | 0           | 0          |
| M. Krejčí         | 27            | 5             | 2             | 1             | 0                 | 0                 | 0                 | 0                 | 27       | 5      | 2           | 1          |
| M. Oslislo        | 25            | 0             | 1             | 0             | 0                 | 0                 | 0                 | 0                 | 25       | 0      | 1           | 0          |
| R. Paul           | 7             | 0             | 1             | 1             | 0                 | 0                 | 0                 | 0                 | 7        | 0      | 1           | 1          |
| V. Popović        | 8             | 1             | 0             | 0             | 1                 | 0                 | 0                 | 0                 | 9        | 1      | 0           | 0          |
| S. Reisinger      | 33            | 15            | 2             | 0             | 1                 | 0                 | 0                 | 0                 | 34       | 15     | 2           | 0          |
| D. Rosin          | 2             | 0             | 0             | 0             | 0                 | 0                 | 0                 | 0                 | 2        | 0      | 0           | 0          |
| R. Schmidt        | 27            | 8             | 8             | 0             | 1                 | 0                 | 1                 | 0                 | 28       | 8      | 9           | 0          |
| V. Trivunović     | 5             | 0             | 0             | 0             | 0                 | 0                 | 0                 | 0                 | 5        | 0      | 0           | 0          |
| H. Vuković        | 31            | 2             | 4             | 1             | 1                 | 0                 | 1                 | 0                 | 32       | 2      | 5           | 1          |
| K. Wehner         | 0             | 0             | 0             | 0             | 0                 | 0                 | 0                 | 0                 | 0        | 0      | 0           | 0          |
| M. Welm           | 0             | 0             | 0             | 0             | 0                 | 0                 | 0                 | 0                 | 0        | 0      | 0           | 0          |
| M. Wiesinger      | 31            | 0             | 10            | 0             | 1                 | 0                 | 0                 | 0                 | 32       | 0      | 10          | 0          |
| M. Younga-Mouhani | 24            | 5             | 3             | 0             | 0                 | 0                 | 0                 | 0                 | 24       | 5      | 3           | 0          |
| I. Žiković        | 3             | 0             | 0             | 0             | 1                 | 0                 | 0                 | 0                 | 4        | 0      | 0           | 0          |